# Équipe de Bonaire de football
Maillots
L'équipe de Bonaire de football est une sélection des meilleurs joueurs de Bonaire sous l'égide de la Fédération de football de Bonaire. Cette équipe est issue de la dissolution de l'équipe des Antilles néerlandaises. L'équipe devient membre associé de la CONCACAF et membre de la CFU le 19 avril 2013,.
Alors que la sélection peut participer à la Gold Cup organisée par la CONCACAF et la Coupe caribéenne des nations organisée par la CFU, elle ne peut pas entrer dans les phases de qualifications pour la Coupe du monde car la fédération n'est pas membre de la FIFA.

## Histoire

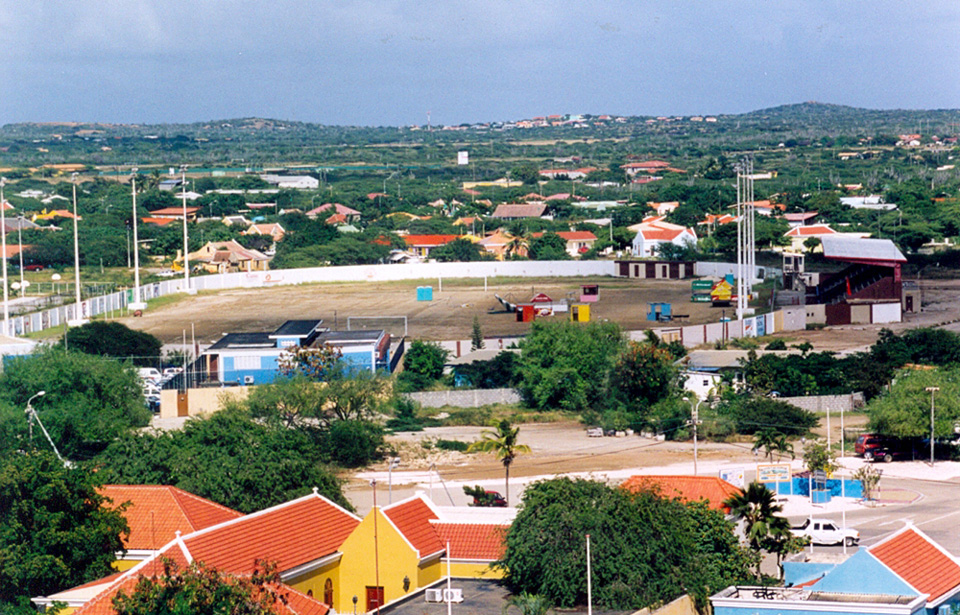
Le stade municipal de Kralendijk, avant les rénovations

### Une sélection naissante
Auparavant, les joueurs de Bonaire étaient sélectionnés au sein de l'équipe des Antilles néerlandaises. Après la dissolution des Antilles néerlandaises comme une entité politique unifiée le 10 octobre 2010, les cinq îles prennent de nouveaux statuts constitutionnels au sein du Royaume des Pays-Bas et des équipes nationales sont créées pour chacune d'entre elles avec des statuts de membre variés vis-à-vis de la FIFA et de la CONCACAF en raison de facteurs politiques. L'équipe de Curaçao a pris la place des Antilles néerlandaises aux yeux de la FIFA.
Contrairement à Aruba, Bonaire ne dispose pas d'une pleine autonomie politique et n'a donc pas été accepté comme membre de la FIFA. Avant même de devenir membre de la CONCACAF, Bonaire a participé au Tournoi ABCS, une compétition entre les pays néerlandophones des Caraïbes (Aruba, Bonaire, Curaçao et le Suriname) dont la sélection remporte le titre en 2011.

### La reconnaissance par la CONCACAF
Le 19 avril 2013, Bonaire est accepté en tant que membre associé de la CONCACAF à l'issue d'un processus ayant mis deux ans à se finaliser. Malgré tout, Bonaire ne peut pas être un membre plein de la CONCACAF, toujours en raison de son appartenance aux Pays-Bas. La CONCACAF évoque donc le fait que « une seule association ne peut être membre pour chaque pays » mais qu'un statut de membre associé peut être accordé. Les mêmes raisons sont aussi invoquées par la FIFA pour refuser le statut de membre à Bonaire, en accord avec l'article 10.1 des statuts de la FIFA qui déclare que « une association responsable de l'organisation et de la supervision du football dans son pays peut devenir membre de la FIFA. Dans ce contexte, l'expression "pays" fait référence à un État indépendant reconnu par la communauté internationale ». Mais, Bonaire pourrait devenir un membre de la FIFA dans le futur en raison de l'article 10.6 des articles de la FIFA qui institue : « Une association dans une région qui n'a pas encore obtenu son indépendance peut, avec l'autorisation de l'association du pays dont il dépend, procéder à une demande d'admission à la FIFA ».
Bonaire fut annoncé comme étant l'hôte de l'édition 2013 du tournoi ABCS. Malheureusement, en raison de difficultés financières, c'est finalement Curaçao qui accueille la compétition entre le 16 et le 18 novembre 2013. Après avoir déclaré dans un premier temps ne pas vouloir disputer le tournoi, Bonaire se ravise et décide d'y participer. L'équipe finira 3e après avoir battu Aruba 2-1 lors du match pour la troisième place.

### La Coupe caribéenne des nations 2014
À la suite de son admission au sein de la CONCACAF, Bonaire fait sa première apparition en compétition officielle à l'occasion du tour préliminaire aux qualifications de la Coupe caribéenne des nations 2014. Placée dans le groupe 1, en compagnie de Montserrat et des îles Vierges américaines, Bonaire réussit à se qualifier pour le premier tour de qualifications. Du reste, elle obtient une victoire historique, sa première en rencontre officielle, 2-1 sur les îles Vierges américaines, le 1er juin 2014.
Intégrée dans le groupe 3 avec la Martinique (hôte), la Barbade et le Suriname, Bonaire entame ce premier tour en encaissant une lourde défaite face aux Matininos (0-6). Cependant, lors de la deuxième journée, elle se ressaisit et surprend le Suriname en s'imposant 3-2, le 5 septembre 2014. La dernière journée de la poule voit la Barbade s'imposer 4-1, privant ainsi Bonaire d'accéder au second tour de qualifications.

## Stade
Bonaire joue ses rencontres au stade municipal de Kralendijk, la capitale de Bonaire. Le stade a une capacité de 3 000 places. En 2006, l'opérateur téléphonique Digicel donne 240 000 dollars américains à la Fédération de football de Bonaire qui utilise ces fonds pour partiellement rénover son stade national, incluant l'installation d'une pelouse artificielle.

## Résultats

### Parcours en Coupe du monde
| Année | Position   |      | Année      | Position |            | Année | Position |
| 1930  | Non membre | 1970 | Non membre | 2002     | Non membre |       |          |
| 1934  | Non membre | 1974 | Non membre | 2006     | Non membre |       |          |
| 1938  | Non membre | 1978 | Non membre | 2010     | Non membre |       |          |
| 1950  | Non membre | 1982 | Non membre | 2014     | Non membre |       |          |
| 1954  | Non membre | 1986 | Non membre | 2018     | Non membre |       |          |
| 1958  | Non membre | 1990 | Non membre | 2022     | Non membre |       |          |
| 1962  | Non membre | 1994 | Non membre | 2026     | Non membre |       |          |
| 1966  | Non membre | 1998 | Non membre |          |            |       |          |

### Parcours en Gold Cup
| Année | Position   |      | Année      | Position |                   | Année | Position          |  | Année | Position |
| 1963  | Non membre | 1989 | Non membre | 2007     | Non membre        | 2025  | Tour préliminaire |  |       |          |
| 1965  | Non membre | 1991 | Non membre | 2009     | Non membre        |       |                   |  |       |          |
| 1967  | Non membre | 1993 | Non membre | 2011     | Non membre        |       |                   |  |       |          |
| 1969  | Non membre | 1996 | Non membre | 2013     | Non membre        |       |                   |  |       |          |
| 1971  | Non membre | 1998 | Non membre | 2015     | Tour préliminaire |       |                   |  |       |          |
| 1973  | Non membre | 2000 | Non membre | 2017     | Non inscrit       |       |                   |  |       |          |
| 1977  | Non membre | 2002 | Non membre | 2019     | Tour préliminaire |       |                   |  |       |          |
| 1981  | Non membre | 2003 | Non membre | 2021     | Tour préliminaire |       |                   |  |       |          |
| 1985  | Non membre | 2005 | Non membre | 2023     | Tour préliminaire |       |                   |  |       |          |

### Parcours en Ligue des nations
| Édition   | Ligue | Phase de groupes | Phase de groupes | Phase de groupes | Phase de groupes | Phase de groupes | Phase de groupes | Phase de groupes | Phase finale | Phase finale | Phase finale | Phase finale | Phase finale | Phase finale | Phase finale | Phase finale |
| Édition   | Ligue | Class.           | M                | V                | N                | D                | BM               | BE               | Pays hôte    | Résultat     | M            | V            | N            | D            | BM           | BE           |
| --------- | ----- | ---------------- | ---------------- | ---------------- | ---------------- | ---------------- | ---------------- | ---------------- | ------------ | ------------ | ------------ | ------------ | ------------ | ------------ | ------------ | ------------ |
| 2019-2020 | C     | 2/3              | 4                | 2                | 1                | 1                | 10               | 8                | 2020         | Inéligible   | Inéligible   | Inéligible   | Inéligible   | Inéligible   | Inéligible   | Inéligible   |
| 2022-2023 | C     | 2/4              | 6                | 3                | 1                | 2                | 12               | 11               | 2023         | Inéligible   | Inéligible   | Inéligible   | Inéligible   | Inéligible   | Inéligible   | Inéligible   |
| 2023-2024 | C     | 2/3              | 4                | 2                | 0                | 2                | 6                | 6                | 2024         | Inéligible   | Inéligible   | Inéligible   | Inéligible   | Inéligible   | Inéligible   | Inéligible   |
| 2024-2025 | B     | 3/4              | 6                | 1                | 1                | 4                | 4                | 8                | 2025         | Inéligible   | Inéligible   | Inéligible   | Inéligible   | Inéligible   | Inéligible   | Inéligible   |
| 2026-2027 | B     | /4               | 0                | 0                | 0                | 0                | 0                | 0                | 2027         | Inéligible   | Inéligible   | Inéligible   | Inéligible   | Inéligible   | Inéligible   | Inéligible   |
| Total     | Total | Total            | 20               | 8                | 3                | 9                | 32               | 33               | Total        | Total        | 0            | 0            | 0            | 0            | 0            | 0            |

### Parcours en Coupe caribéenne
- 1989 : Non membre
- 1990 : Non membre
- 1991 : Non membre
- 1992 : Non membre
- 1993 : Non membre
- 1994 : Non membre
- 1995 : Non membre
- 1996 : Non membre
- 1997 : Non membre
- 1998 : Non membre
- 1999 : Non membre
- 2001 : Non membre
- 2005 : Non membre
- 2007 : Non membre
- 2008 : Non membre
- 2010 : Non membre
- 2012 : Non membre
- 2014 : Tour préliminaire
- 2017 : Non inscrit

### Palmarès
- Tournoi ABCS (1):
  - Vainqueur en 2011.
  - Troisième en 2013.

### Les adversaires de Bonaire de 2010 à aujourd'hui
Mis à jour le 24 mars 2019.
| Adversaire                      | Joués | Victoire | Nul | Défaite | BP | BC | Diff. |
| ------------------------------- | ----- | -------- | --- | ------- | -- | -- | ----- |
| Aruba                           | 3     | 1        | 2   | 0       | 7  | 6  | +1    |
| Barbade                         | 1     | 0        | 0   | 1       | 1  | 4  | -3    |
| Curaçao                         | 4     | 1        | 0   | 3       | 6  | 18 | -12   |
| République dominicaine          | 1     | 0        | 0   | 1       | 0  | 5  | -5    |
| Jamaïque                        | 1     | 0        | 0   | 1       | 0  | 6  | -6    |
| Martinique                      | 1     | 0        | 0   | 1       | 0  | 6  | -6    |
| Montserrat                      | 1     | 0        | 1   | 0       | 0  | 0  | 0     |
| Suriname                        | 5     | 1        | 0   | 4       | 5  | 19 | -14   |
| Saint-Vincent-et-les-Grenadines | 1     | 0        | 0   | 1       | 1  | 2  | -1    |
| Îles Vierges britanniques       | 1     | 1        | 0   | 0       | 2  | 1  | +1    |
| Îles Vierges des États-Unis     | 1     | 1        | 0   | 0       | 2  | 1  | +1    |
| Total                           | 20    | 5        | 3   | 12      | 24 | 68 | -44   |

## Sélectionneurs
- Arturo Charles (2010-2012)
- Rudsel Sint Jago (2012-2013)
- Ferdinand Bernabela (2014-??)
- Emmanuel Cristori (2018)
- Alexandro Raphaela (2019)
- Brian Van den Bergh (depuis 2019)